# Alfredo Vera Buendía

## Clubes
| Club                    | País   | Año       |
| ----------------------- | ------ | --------- |
| U. D. San Martín        | España | 1948-1949 |
| R. C. D. Español        | España | 1949-1952 |
| C. D. Málaga            | España | 1952-1955 |
| Sevilla C. F.           | España | 1955-1957 |
| Club Atlético de Madrid | España | 1957-1958 |
| Real Gijón              | España | 1958-1960 |
| R. C. D. Español        | España | 1960-1961 |
| Tarrasa C. F.           | España | 1960-1961 |
| C. E. Hospitalet        | España | 1964-1965 |